# Ceapaievka, Zolotonoșa
Ceapaievka (în ucraineană Чапаєвка) este o comună în raionul Zolotonoșa, regiunea Cerkasî, Ucraina, formată numai din satul de reședință.

## Demografie
Componența lingvistică a comunei Ceapaievka
     Ucraineană (92,52%)
     Rusă (6,66%)
     Alte limbi (0,41%)
Conform recensământului din 2001, majoritatea populației comunei Ceapaievka era vorbitoare de ucraineană (92,52%), existând în minoritate și vorbitori de rusă (6,66%).